# كوينكا

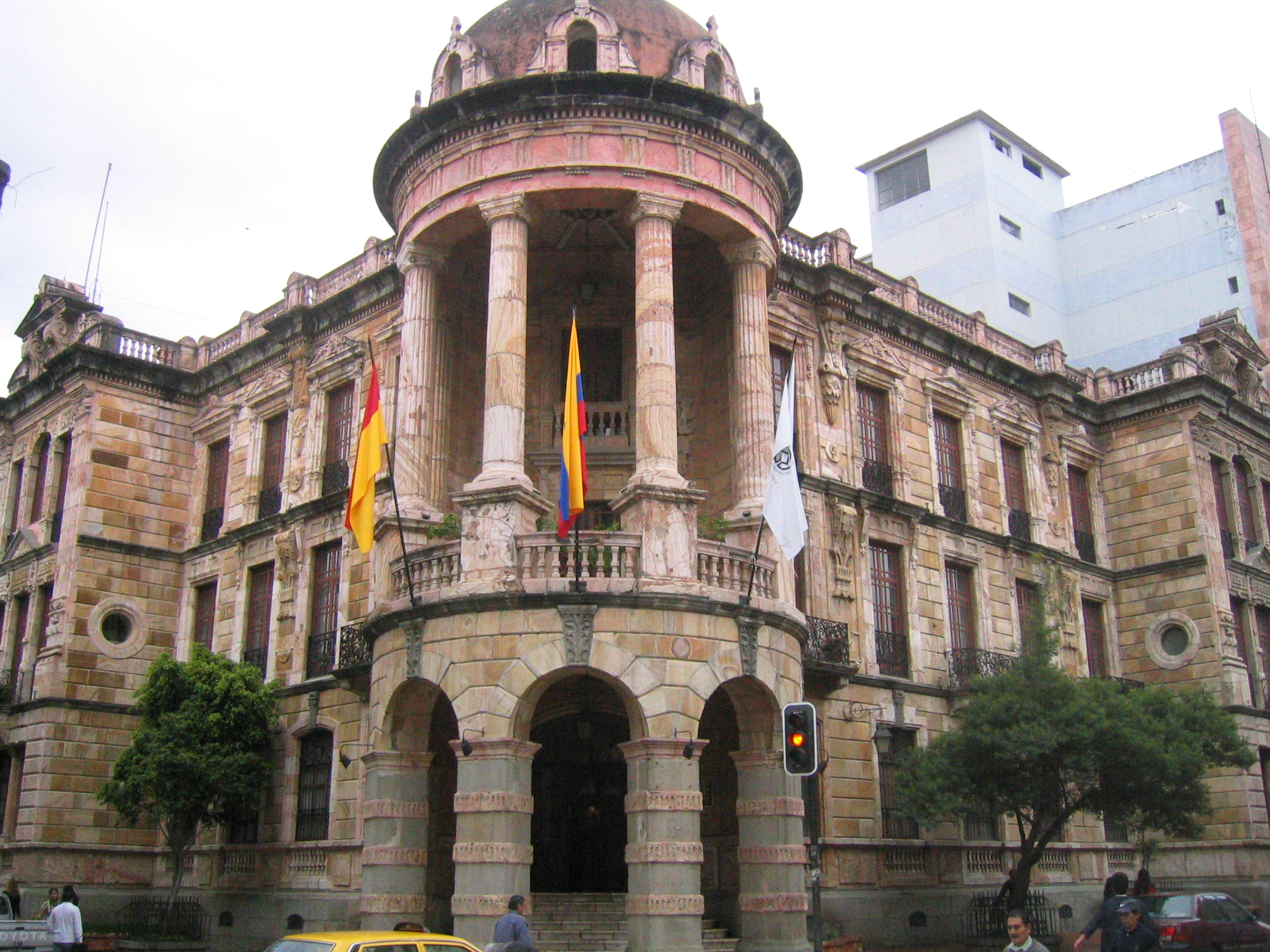
Cuenca City Hall in Bolívar Street

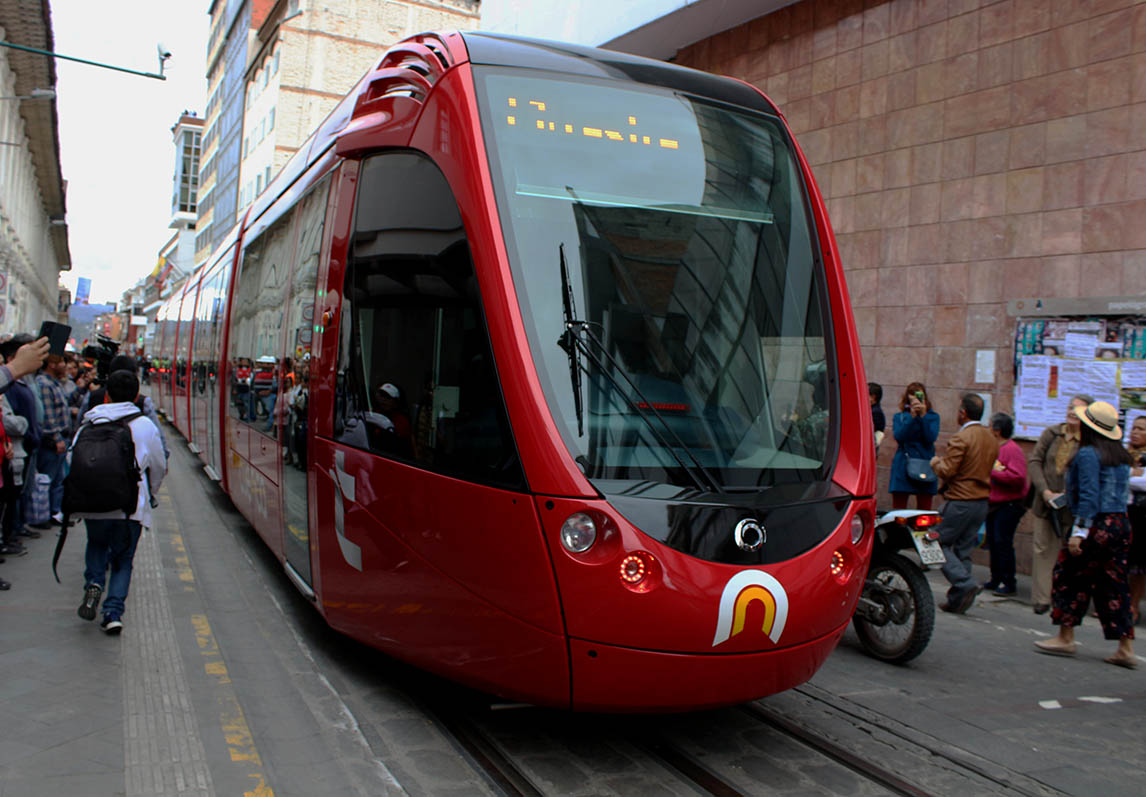
Tranvía de Cuenca

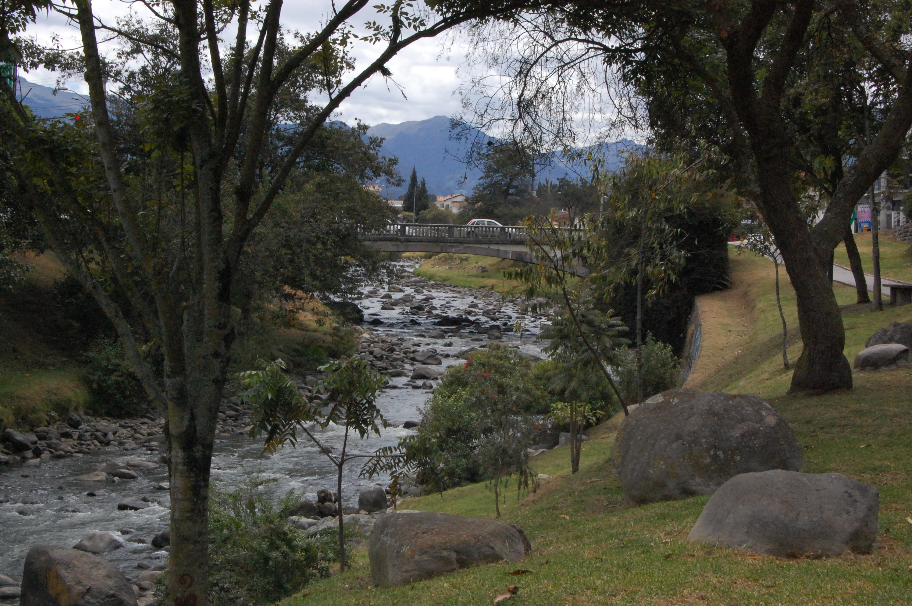
River Tomebamba

كوينكا (بالإسبانية: Cuenca)‏ هي مدينة من مدن الإكوادور وعاصمة مقاطعة أزواي. يبلغ عدد سكانها 400,000 نسمة وذلك حسب إحصائيات سنة 2015. يبلغ ارتفاع المدينة عن سطح البحر قرابة 2560 متر. تبلغ مساحتها 70.59 كم². تقع على خط عرض -2.89917 وخط طول -79.01528.

## توأمة
لكوينكا اتفاقيات توأمة مع كل من:
- غواناخواتو
- كونثبثيون
- روساريو (2011 - )
- كوسكو (14 مارس 2000 - )
- هوايان (20 أبريل 1993 - )
- قونكة

## معرض الصور

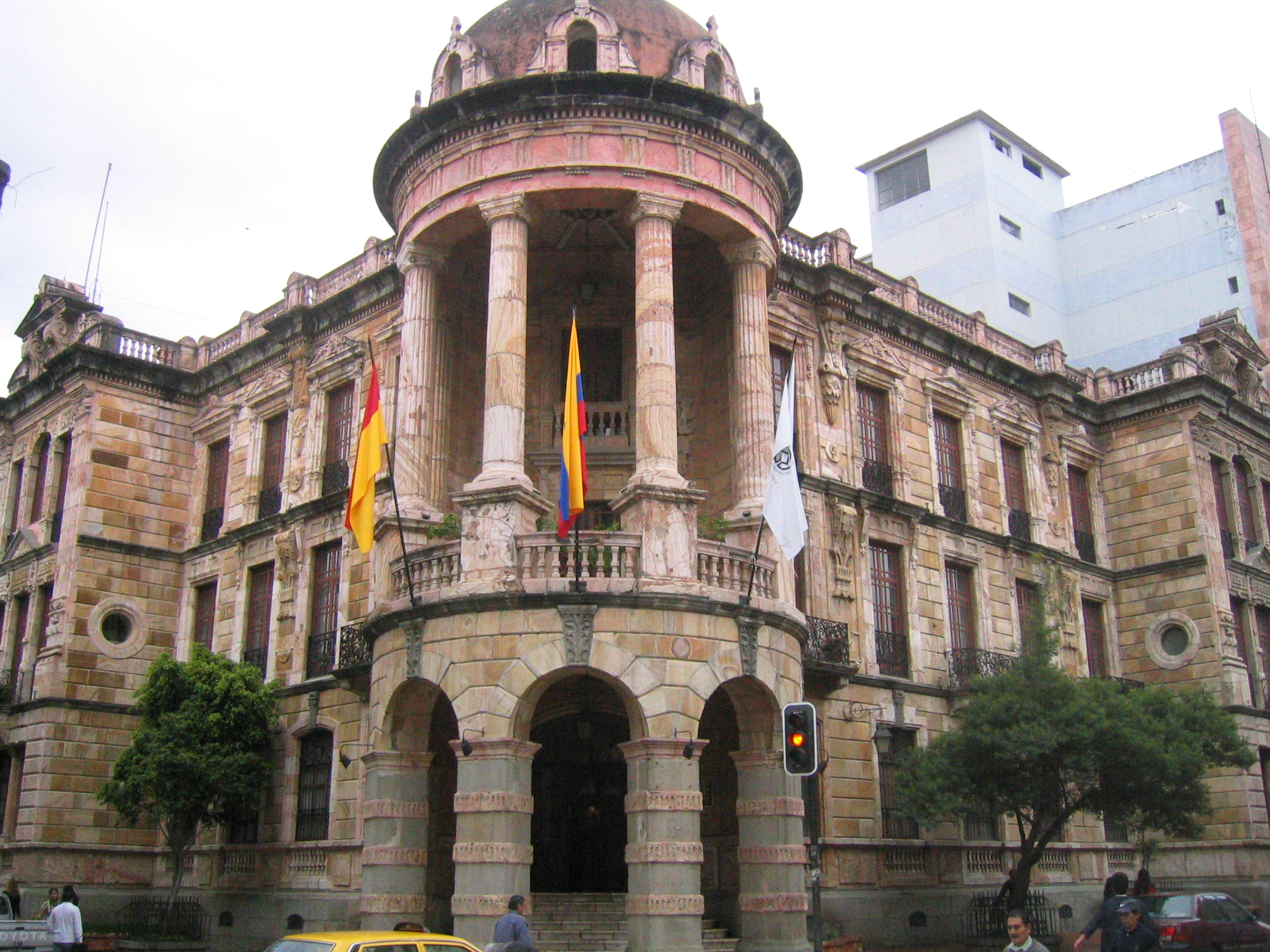
مجلس المدينة.
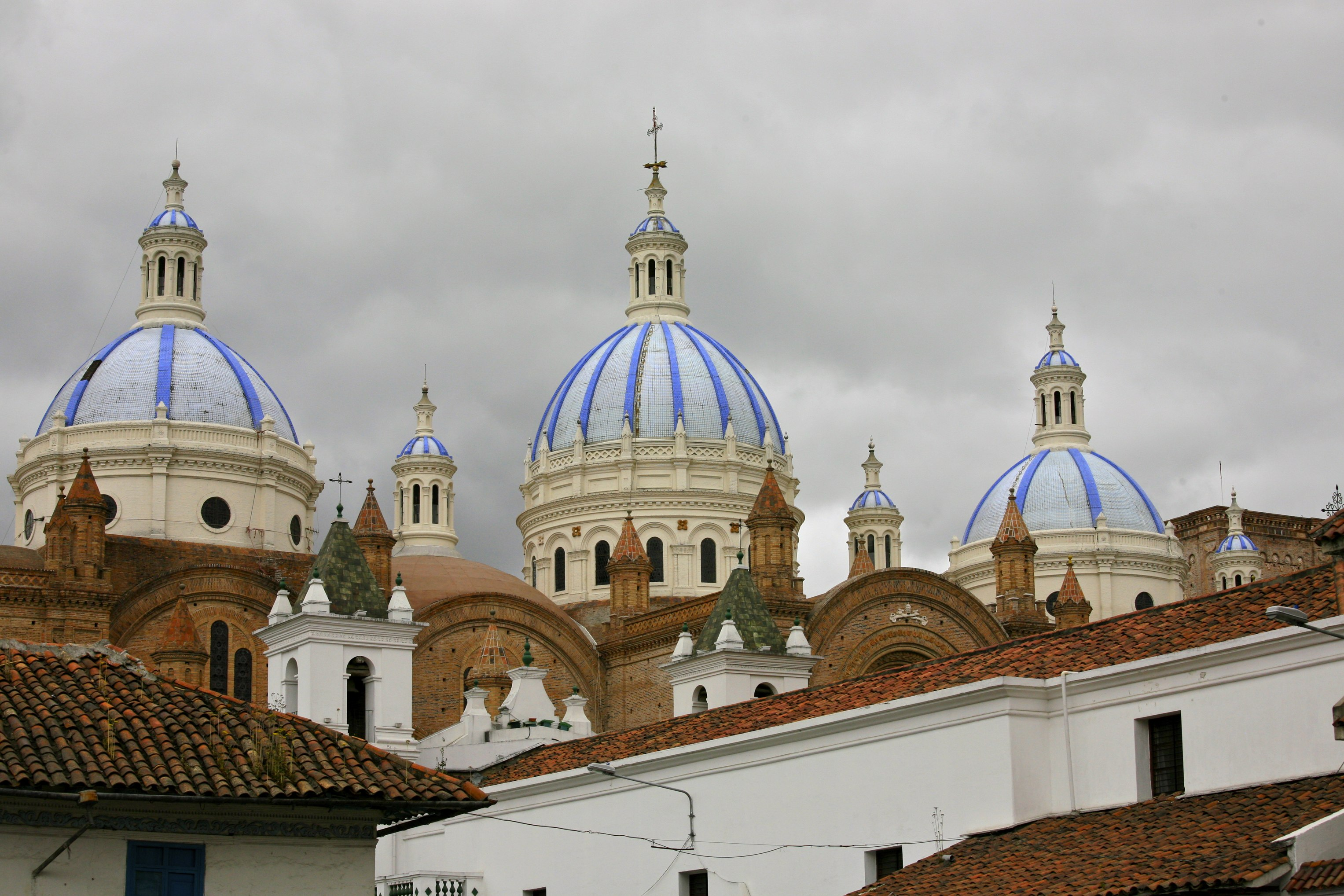
الكاتدرائية الجديدة.
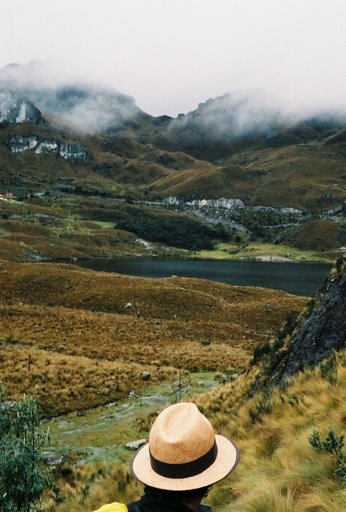
المنتزه الوطني.

## أعلام
- أنطونيو بوريرو
- داميان لانزا
- أوكتافيو كورديرو بالاسيوس
- مانويل ماريا بوريرو
- لويس فارغاس توريس
- خوسيه دي لا مار
- لويس كورديرو كريسبو
- أليخاندرو سيرانو
- غوستاف واليس
- جيفرسون بيريز

## وصلات خارجية
- الموقع الرسمي